# 謝列齊 (切爾尼亞希夫區)
50°36′16″N 28°45′55″E / 50.60444°N 28.76528°E
謝列齊（烏克蘭語：Селець）是烏克蘭北部的村莊，隸屬日托米爾州的日托米爾區。該村始建於1648年，面積1.95平方公里，海拔高度192米，2001年人口443，人口密度每平方公里227.18人。